# Aleksej Vorob'ëv
Aleksej Vladimirovič Vorob'ëv, noto anche con lo pseudonimo di Alex Sparrow (in russo Алексей Владимирович Воробьёв?; Tula, 19 gennaio 1988), è un cantante, attore e ballerino russo.

## Biografia
Durante l'adolescenza, prima di diventare famoso, ha vinto diversi concorsi musicali in qualità di fisarmonicista. Suona anche diversi altri strumenti: pianoforte, tastiere, violino, chitarra, tromba e batteria.
Nel 2006, appena diciottenne, ha firmato un contratto con la Universal Music Russia e nel 2007 è stato nominato ambasciatore di buona volontà per Y-PEER , una iniziativa giovanile del Fondo delle Nazioni Unite per la Popolazione. Sempre in questo biennio ha esordito come attore, in tv e al cinema, dove è stato anche stuntman.
Vorob'ëv ha partecipato nel 2008 alla selezione russa per l'Eurovision Song Contest, vinta poi da Dima Bilan, con la canzone New Russian Kalinka. È entrato in competizione nella selezione russa anche nel 2009, venendo sconfitto questa volta da Anastasija Prychod'ko.
Il 5 marzo 2011 è stato scelto dalla selezione interna per rappresentare la Russia all'Eurovision con la canzone Get You, scritta dal musicista marocchino RedOne: accederà in finale, classificandosi poi sedicesimo.
Il 23 gennaio 2013, poco tempo dopo aver terminato le riprese del film italiano I calcianti, è rimasto coinvolto in un incidente automobilistico a Los Angeles, che lo porterà ad essere ricoverato in terapia intensiva a causa di un trauma cranico. Il suo staff lo ha successivamente segnalato in ripresa, e dopo una convalescenza durata diversi mesi l'artista è ritornato sulla scena musicale, formando con un attore suo connazionale il Friend Project.
Nel 2014 è volato a Hollywood per interpretare due piccoli ruoli nei film The Vatican Tapes e Sin City - Una donna per cui uccidere. Sempre nel 2014 ha esordito da regista, dirigendo il corto Papa, di cui è stato anche interprete.
Nel 2019 è apparso nuovamente in un lungometraggio italiano, Un'avventura, e ha dato voce alla tigre Amur nel film d'animazione russo A spasso col panda.
Nel 2020 è entrato nel cast della serie tv statunitense Space Force, dove ha impersonato un soldato russo.
Nel 2024 ha impersonato un giovane politico russo nel film hollywoodiano Reagan.

## Discografia

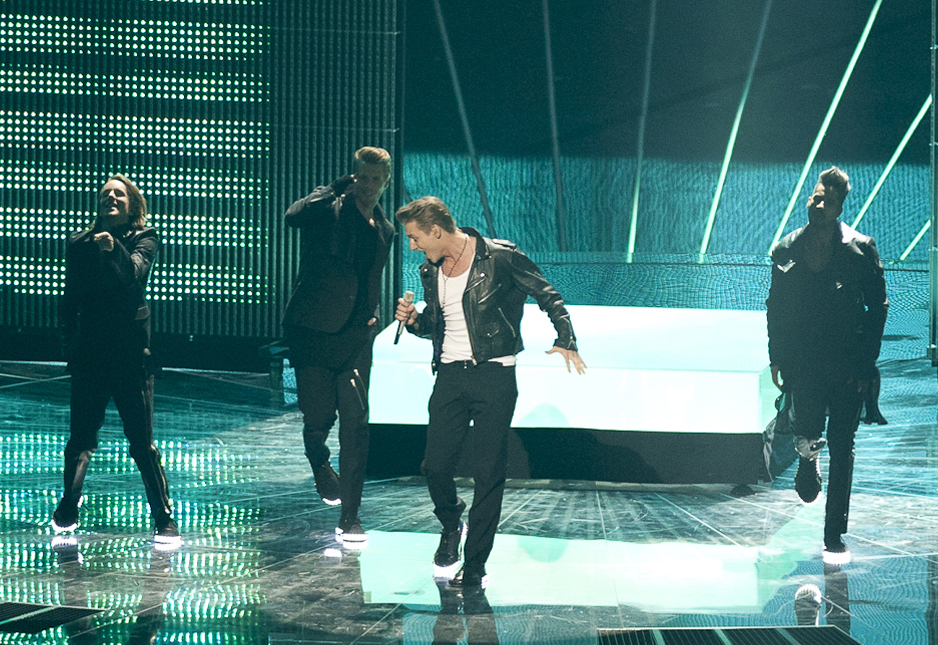
Aleksej Vorob'ëv all'Eurovision Song Contest 2011

### EP
- 2019 – Pesin o tebe
- 2019 – Na pozitive
- 2020 – Audiozametki

### Singoli
- 2006 — Leto (Summer)
- 2007 — Alisa
- 2007 — Devchonka (Girl)
- 2007 — Seychas ili Nikogda (Now or never)
- 2007 — Russkie Zabili (Russian's forgot)
- 2008 — Desire
- 2008 — New Russian Kalinka
- 2008 — Toska
- 2008 — Ti i Ya (You and I)
- 2008 — Zabud Menya (Forget me)
- 2009 — Accordeon
- 2009 — Reality
- 2010 — Shout It Out
- 2011 — Get You
- 2015 – She's Crazy but She's Mine
- 2018 – Millioner
- 2018 – Kruglosutočno tvoj (feat. Katja Eliseeva)
- 2018 – Got Me Good
- 2018 – Again and Again
- 2018 – Fools in Love
- 2018 – Rumba poceluj
- 2018 – Baby You're Mine
- 2018 – Hello Angel
- 2018 – S Nov'im godom, moj LČ
- 2019 – Otdal tebe serdce
- 2019 – Little Bunny
- 2019 – Never Be Friends
- 2019 – Sumasšedšaja (feat. Zurab Matua, Andrej Averni & Dmitrij Sorokin)
- 2020 – Let's Stay Home Tonight

## Filmografia parziale

### Attore

#### Cinema
- Sin City - Una donna per cui uccidere, regia di Frank Miller e Robert Rodriguez (2014)
- I calcianti, regia di Stefano Lorenzi (2015)
- The Vatican Tapes, regia di Mark Neveldine (2015)
- Un'avventura, regia di Marco Danieli (2019)
- Selfiemania (2021)
- Reagan - Un presidente sotto i riflettori (Reagan), regia di Sean McNamara (2024)

#### Televisione
- Mečt'i Alus'i – serie TV, 1 episodio (2006)
- Klassn'ie Mužiki – miniserie TV, 4 episodi (2010)
- Šubert – miniserie TV, 1 episodio (2017)
- UnREAL – serie TV, 14 episodi (2018)
- Živi Svoej Žizn'ju – film TV (2019)
- Space Force – serie TV, 10 episodi (dal 2020)
- NCIS - Unità anticrimine (NCIS) – serie TV, episodio 19x12 (2021)

### Regista
- Papa (2014, cortometraggio)

### Doppiatore
- A spasso col panda (2019)